# 大塚村 (愛知県中島郡)
大塚村（おおつかむら）は、愛知県中島郡にあった村。現在の稲沢市の一部にあたる。

## 地理
大江川の流域に位置していた。

## 歴史
- 江戸時代は尾張藩領で清洲代官所支配であった[2]。
- 1889年（明治22年）10月1日、町村制の施行により、中島郡大塚村が単独で村制施行し、大塚村が発足[1][2]。大字は編成せず[2]。
- 1891年（明治24年）濃尾地震で大きな被害を受けた[2]。
- 1902年（明治35年）4月25日、中島郡五郷村、梅代村（一部）と合併し、大江村を新設して廃止された[1][2]。合併後、大江村大塚となる[2]。

### 地名の由来
当地、性海寺の境内に所在する大きな塚による。

## 産業
- 農業[2]

## 教育
- 1873年（明治6年）性海寺に貫練学校設立[2]。1876年（明治9年）大塚学校となる[2]。